# Breakfast in America (sang)
Breakfast in America er en sang skrevet af bandet Supertramp. Den blev udgivet på albummet Breakfast in America.
| Musik | Spire Denne musikartikel er en spire som bør udbygges. Du er velkommen til at hjælpe Wikipedia ved at udvide den. |